# Альменно-Сан-Сальваторе
Альменно-Сан-Сальваторе (італ. Almenno San Salvatore, п'єм. Almenno San Salvatore) — муніципалітет в Італії, у регіоні Ломбардія, провінція Бергамо.
Альменно-Сан-Сальваторе розташоване на відстані близько 490 км на північний захід від Рима, 45 км на північний схід від Мілана, 9 км на північний захід від Бергамо.
Населення — 5778 осіб (2014).
Щорічний фестиваль відбувається 6 серпня/2 лютого. Покровитель — Найсвятіший Спаситель.

## Демографія
Населення за роками:

Станом на 1 січня 2023 року в муніципалітеті офіційно проживало 220 іноземців з 38 країн, серед них 45 громадян країн Євросоюзу та 30 громадян України.

## Сусідні муніципалітети
- Альме
- Альменно-Сан-Бартоломео
- Паладіна
- Строцца
- Уб'яле-Кланеццо
- Вілла-д'Альме